# Šekeleš
Šekeleš oder Scheklesch (auch Schikalaju oder Schakaluscha) ist die Bezeichnung eines Volkes, das in altägyptischen Quellen des Neuen Reiches verzeichnet ist. Es bildete einen Teil der sogenannten Seevölker, die Ägypten um 1177 v. Chr. angriffen und durch Pharao Ramses III. im Nildelta besiegt wurden. Zuvor bereits in Inschriften des Merenptah genannt, gaben sie zu weitreichenden Spekulationen Anlass.

## Deutungen
Der Ägyptologe und Philologe Emmanuel de Rougé vermutete 1867 aufgrund lautlicher Ähnlichkeit eine Herkunft der Šekeleš von Sizilien. Dem schloss sich François Chabas 1872 an. In Frage gestellt wurde dies 1873 durch Gaston Maspero, der in seiner „Anatolischen These“ zur Heimat der Seevölker die Šekeleš mit Sagalassos, einer antiken Stadt in Pisidien, verband. Der Ägyptologe und Historiker Henry R. Hall übernahm die Identifizierung Masperos und fasste den Forschungsstand zu den Seevölkern 1922 in einer Gedenkschrift für Jean-François Champollion zusammen.
In seiner Geschichte des Altertums sprach Eduard Meyer 1928 die Möglichkeit wie auch die Unsicherheit bezüglich der Gleichsetzung der Šekeleš mit den sizilianischen Sikelern an, die zur Zeit der Seevölkerkriege noch in Unteritalien ansässig gewesen seien. Auch Rainer Stadelmann sieht eine Verbindung zum westlichen Mittelmeer, wenn er 1968 davon ausgeht, dass die Šekeleš dort eine neue Heimat fanden, von wo aus sie den Handelsverkehr über den Seeweg nach Osten zu den zurückgebliebenen Stämmen mitbestimmten, bis ihn die Phönizier übernahmen. Die mögliche Verbindung zu Sizilien ist nach wie vor strittig, da nicht klar ist, ob die Šekeleš schon vor den Seevölkerkriegen dort lebten oder eine Zuwanderung erst in späterer Zeit erfolgte.

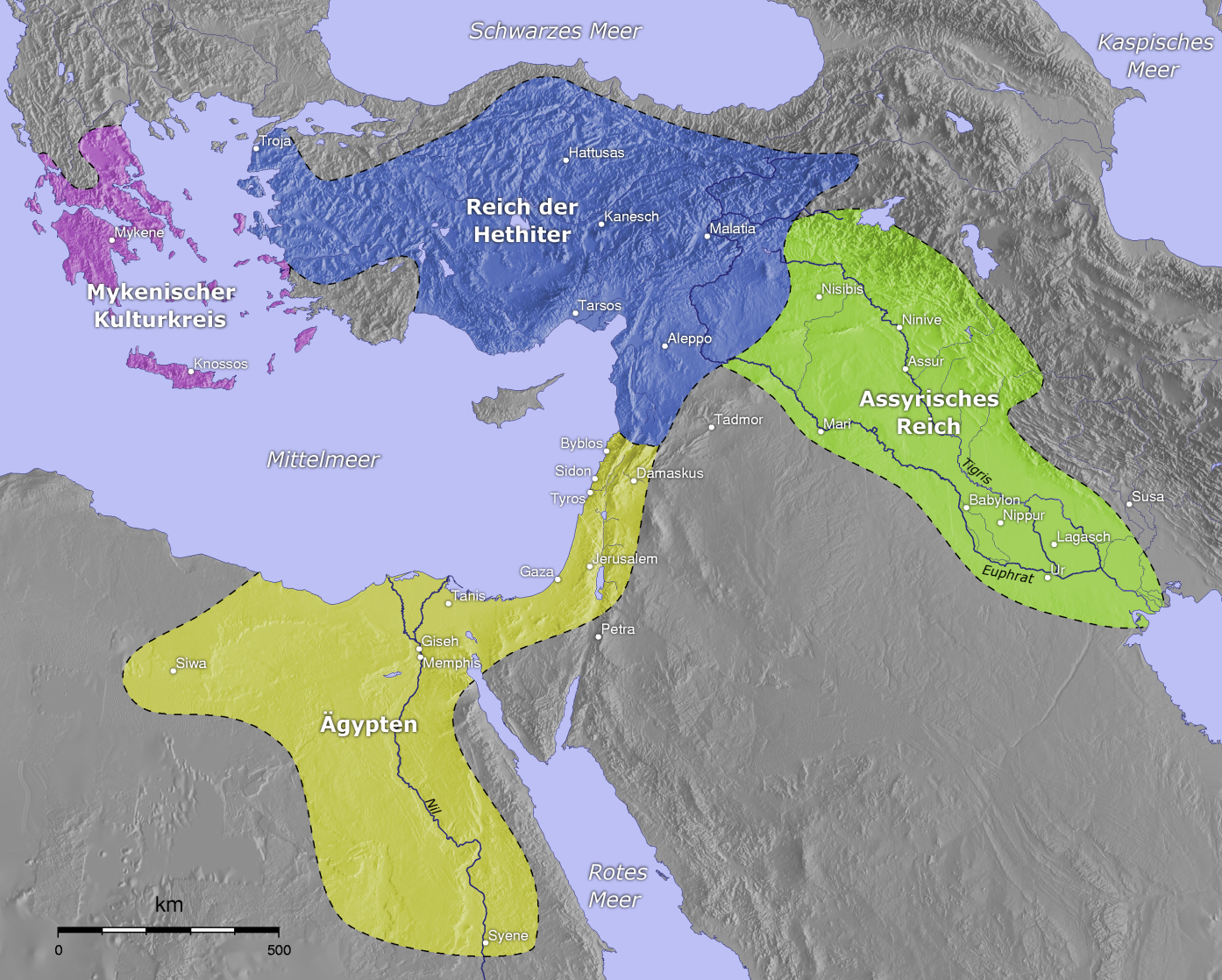
Kulturkreise am östlichen Mittelmeer um 1220 v. Chr.

In Bezugnahme auf eine These Gustav A. Lehmanns aus den 1970er Jahren, der als Auslöser der Migrationsbewegung der Seevölker die adriatischen Gebiete vermutete, nahm Fritz Schachermeyr 1982 an, dass die Šekeleš aus Illyrien stammen könnten und von dort in die Levante migrierten. Aus sprachlichen Gründen schloss auch der Ägyptologe und Althistoriker Peter W. Haider in seiner 1988 erschienenen Dissertation Griechenland – Nordafrika eine Lokalisierung an der dalmatinischen Küste nicht aus, verwies jedoch auf die materiellen Güter und das gemeinsame Auftreten mit anderen ägäischen Stämmen, was für eine Ansetzung der Šekeleš im ägäischen Raum spräche, möglicherweise an der kleinasiatischen Küste.
Nach der von Wolfgang Helck vertretenen Annahme, dass es sich bei den Darstellungen der Hörnerhelmträger im Relief der Seeschlacht von Medinet Habu um Šekeleš handele, versuchte Edward Noort 1994 in seinem Buch Die Seevölker in Palästina die Ikonografie der einzelnen Seevölkergruppen herauszuarbeiten. Er kam zu dem Schluss, dass es sich sowohl bei den Hörnerhelmträgern mit Knauf (Scheibe auf der Mitte des Helmes), wie auch denen ohne Knauf um Schardana handeln müsse. Für die Šekeleš (šklš) nahm er die Möglichkeit an, dass diese im oberen Register der Darbietung vor den Göttern Amun und Mut am zweiten Pylon des Totentempels Ramses’ III. dargestellt seien und damit wie die dnjn, plst und ṯkr einen Federhelm trugen.
Mitunter werden die Šekeleš mit den Šikaläern (Keilschrift: ši-ka-la-(iu)-u = Šikalaju, „Leute von Šikala“) gleichgesetzt, die in einem Brief des letzten bezeugten hethitischen Großkönigs Šuppiluliuma II. an den Gouverneur von Ugarit (sogenannter Lunadušu-Brief aus Ras Shamra) als „die auf Schiffen leben/wohnen“ Erwähnung finden. Dort verlangt der König die Übersendung eines Lunadūšu (auch Ibnadūšu), den die „Leute von Šikala“ gefangen genommen hatten. Er wolle diesen über Šikala ausfragen, was dafür spricht, dass Šikala bei den Hethitern bis dahin ungenügend bekannt war. Der Hinweis, dass die Šikaläer auf Schiffen leben, wurde oft dahingehend interpretiert, dass es sich um eine Seeräubergruppe handelte. Der historische Linguist Paolo Poccetti sieht in der Erwähnung in dem Brief eine direkte Verbindung nach Sizilien (siehe oben), in deren Bezeichnung auch der Name der Insel (vermutlich ši-ka-la) stecke. Demnach wurden mit Šekeleš bzw. ši-ka-la-(iu)-u Leute aus Sizilien bezeichnet. Eine Gleichsetzung der Šikaläer erfolgt auch mit dem Seevolk der Tjeker (ṯkr), die mit den Šekeleš nicht identisch sein können, da beide auf der rechten Seite des zweiten Pylons des Totentempels Ramses’ III. in einer Aufzählung nebeneinander genannt sind.
Teilweise wird vertreten, dass es sich bei den Šekeleš der ägyptischen Quellen um Piraten von den griechischen Inseln, Zypern oder dem griechischen Festland handelte. Mykenische und zypro-mykenische Funde in Palästina sind vermutlich eher auf mykenische Händler zurückzuführen, wenn auch nicht auszuschließen ist, dass es Abenteurern gelegentlich kurzfristig gelang, die Herrschaft in der ein oder anderen Küstenstadt an sich zu reißen. Eindeutige archäologische Belege für größere Bevölkerungsbewegungen („Seevölkersturm“) liegen jedenfalls nicht vor.